# Defensa Anti-Aérea y Fuerza Aérea Revolucionaria

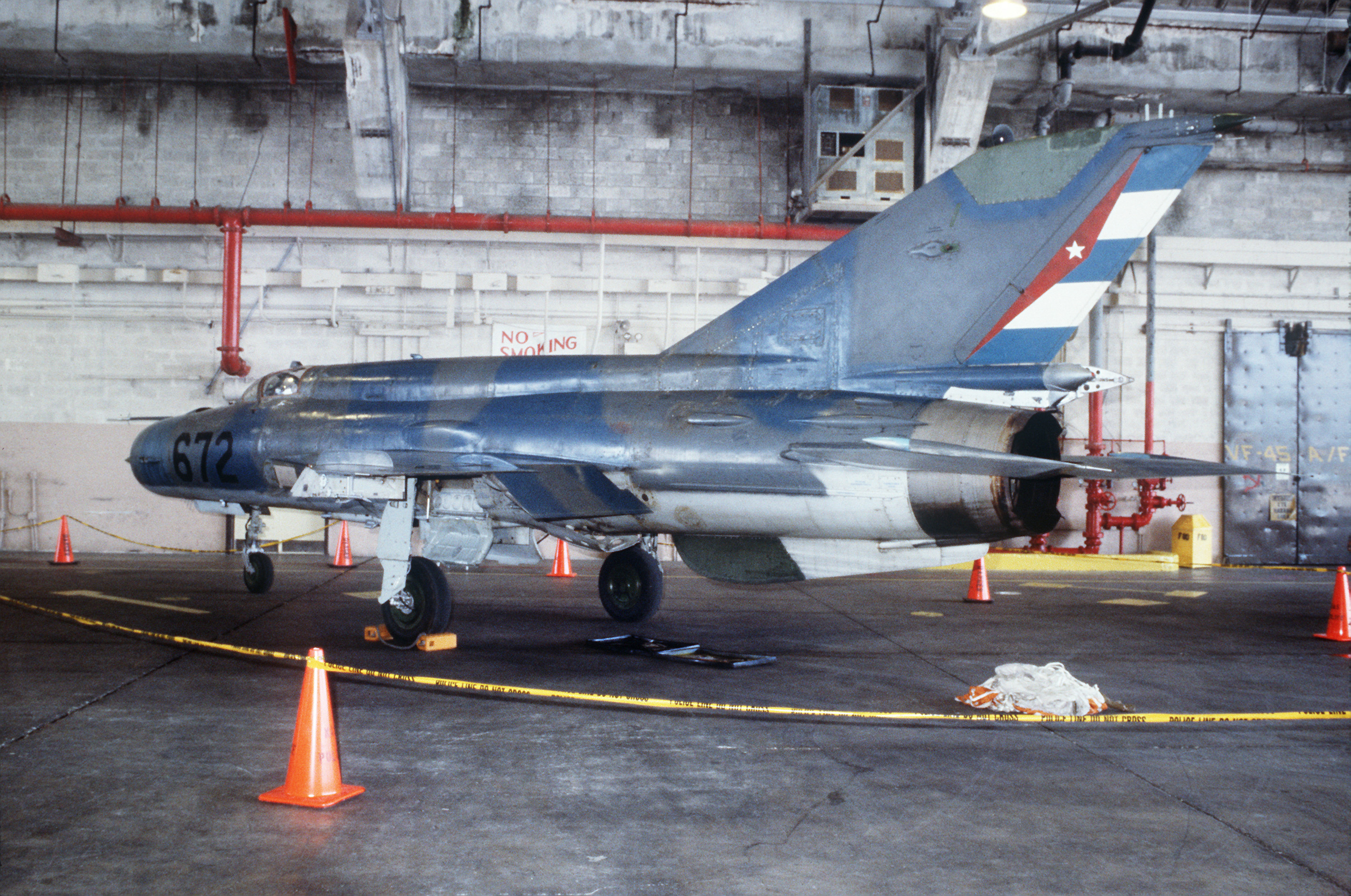
Un MiG-21 cubano fotografato in una base americana in seguito alla defezione del suo pilota, il capitano Enio Ravelo Rodriguez, il 17 settembre 1993.

La Defensa Anti-Aérea y Fuerza Aérea Revolucionaria, tradotto dalla lingua spagnola Difesa antiaerea e forza aerea rivoluzionaria, talvolta abbreviato con DAAFAR, o semplicemente FAR, è l'attuale aeronautica militare di Cuba e parte integrante delle Fuerzas Armadas Revolucionarias de Cuba.

## Storia
Originariamente fondata già nel 1914, l'attuale aviazione militare viene acquisita dal governo di Fidel Castro a seguito della Rivoluzione cubana del 1959, assumendo l'attuale denominazione. Fino a quel momento poteva contare su un numero ridotto di velivoli acquistati dagli Stati Uniti d'America durante il periodo in cui era al governo Fulgencio Batista.
Data la politica filocomunista del governo, e la strategica posizione nei pressi degli Stati Uniti d'America, l'aeronautica ha potuto contare del supporto dell'Unione sovietica, la quale ha fornito il 90% dei mezzi attualmente impiegati. Nella sua recente storia l'aeronautica è stata protagonista di diversi episodi bellici, tra i quali la guerra civile angolana, nel quale si fronteggiò contro i velivoli sudafricani, con discreti risultati.
Il MiG-29, introdotto nel 1989, fu l'ultimo aereo da caccia acquistato da Cuba. Inizialmente erano previsti 45 velivoli: 36 MiG-29 (9.12B) e 9 MiG-29UB (9.51), ma con il crollo dell'Unione Sovietica il numero fu ridotto rispettivamente a 12 e 2 velivoli. Ci è voluto un po' di tempo prima che finalmente tutto si concretizzasse. Nel 2000 molti aerei da combattimento non erano più operativi a causa della mancanza di pezzi di ricambio e furono adottate misure di sostituzione. Attualmente ci sono meno di 40 velivoli sparsi in tutto il Paese.
Ancora oggi possiede il più alto numero di velivoli dell'intera America latina anche se esiste più di qualche dubbio sullo stato di efficienza.

## Aeromobili in uso
Sezione aggiornata annualmente in base al World Air Force di Flightglobal del corrente anno. Tale dossier non contempla UAV, aerei da trasporto VIP ed eventuali incidenti accorsi durante l'anno della sua pubblicazione. Modifiche giornaliere o mensili che potrebbero portare a discordanze nel tipo di modelli in servizio e nel loro numero rispetto a WAF, vengono apportate in base a siti specializzati, periodici mensili e bimestrali. Tali modifiche vengono apportate onde rendere quanto più aggiornata la tabella.Dopo il crollo dell'Unione Sovietica, il numero di velivoli operativi diminuì gradualmente e alcuni furono ritirati e inviati ai musei. Inoltre, si è tentato di vendere alla Corea del Nord vecchi aerei e missili aria-aria in eccedenza. Riuscirono anche a sbarcare il lunario ridipingendo più volte la mimetica e restituendo gli aerei che un tempo erano stati mandati ai musei per essere riparati, ma questi sono gli unici velivoli rimasti oggi. Nel 2017 è stato pubblicato un video che documentava le attività dell'aeronautica militare, mostrando aerei come il MiG-21UM e il Mi-17. Inoltre, le condizioni della base non sembrano essere molto buone.Attualmente non vengono sostituiti vecchi velivoli né introdotte nuove attrezzature e, a causa delle sanzioni economiche, si ritiene che il numero di ore di volo e di sessioni di addestramento pratico sia diminuito drasticamente. Negli ultimi anni, l'introduzione di carburante e componenti ha subito un'accelerazione a causa della normalizzazione delle relazioni diplomatiche con gli Stati Uniti, ma resta discutibile se la potenza militare potrà essere ripristinata a quella degli anni '90.All'interno delle forze di difesa aerea si stanno muovendo azioni per modificare i missili aria-aria non più in funzione e riutilizzarli come missili terra-aria. Originariamente si trattava di una mimetica marittima progettata per richiamare l'aspetto del mare, ma ora è stata uniformata con una verniciatura che ricorda quella dell'attuale aeronautica militare russa, progettata per il combattimento terrestre. Inoltre, se dovesse scoppiare un conflitto militare su vasta scala a causa dell'attuale significativo rafforzamento dell'Aeronautica Militare statunitense e dei paesi vicini, è altamente probabile che l'attuale Aeronautica Militare cubana crollerebbe nel giro di poco tempo.

Al culmine della crisi missilistica cubana fu introdotto anche l'Il-28, ma una volta terminata la crisi tutti gli aerei furono restituiti all'Unione Sovietica.
| Aeromobile                      | Origine   | Tipo                                                  | Versione (denominazione locale) | In servizio (2024) | Note | Immagine |
| Aerei da combattimento          |           |                                                       |                                 |                    | |          |
| Mikoyan-Gurevich MiG-21 Fishbed | Russia    | aereo da cacciaconversione operativa                  | MiG-21bisMiG-21UM               | 74                 | 79 MiG-21bis e 10 MiG-21UM consegnati. Uno dei 12 aerei in servizio al dicembre 2018, è precipitato il 26 febbraio 2019. |          |
| Mikoyan-Gurevich MiG-23 Flogger | Russia    | aereo da cacciacaccia multiruoloconversione operativa | MiG-23MLMiG-23BNMiG-23UB        | 24                 | 74 tra MiG-23BN, MiG-23ML e MiG-23UB consegnati.Non è stato più visto volare dal 2011. |          |
| Mikoyan-Gurevich MiG-29 Fulcrum | Russia    | caccia multiruoloconversione operativa                | MiG-29BMiG-29UB                 | 3?0?               | 36 MiG-29(9.12B) e 9 MiG-29UB(9.51) consegnati.Ci è voluto del tempo prima che venissero introdotti i restanti velivoli, ma attualmente molti di essi non sono in grado di volare a causa della mancanza di pezzi di ricambio.Entrambe le versioni finali del simulatore sono state inviate ai musei. |          |
| Aerei da trasporto              |           |                                                       |                                 |                    | |          |
| Antonov An-24 Coke              | Ucraina   | aereo da trasporto                                    | An-24                           | 2                  | 20 An-24 consegnati. |          |
| Antonov An-26 Curl              | Ucraina   | aereo da trasporto                                    | An-26                           | 2                  | 22 An-26 consegnati. |          |
| Yakovlev Yak-40 Codling         | Russia    | aereo da trasporto VIP                                | Yak-40                          | 3                  | 8 Yak-40 consegnati. |          |
| Ilyushin Il-62 Classic          | Russia    | aereo da trasporto VIP                                | Il-62                           | 1                  | 1 Il-62 consegnato. |          |
| Ilyushin Il-96                  | Russia    | aereo da trasporto VIP                                | Il-96                           | 1                  | 2 Il-96 consegnati. |          |
| Aerei da addestramento          |           |                                                       |                                 |                    | |          |
| Aero L-39 Albatros              | Rep. Ceca | aereo da addestramento                                | L-39C                           | 3                  | 30 L-39C consegnati. |          |
| Zlín Z-326                      | Rep. Ceca | aereo da addestramento                                | Z-226Z-326T                     | 20?                | Dei 60 tra Z-226 e Z-236T consegnati, all'aprile 2019, dovrebbero essere 20 gli aerei ancora in servizio. |          |
| Zlín Z-142                      | Rep. Ceca | aereo da addestramento                                | Z-142                           | 10                 | |          |
| Elicotteri                      |           |                                                       |                                 |                    | |          |
| Mil Mi-8 Hip                    | Russia    | elicottero da trasporto                               | Mi-8T Mi-8TB Mi-8TKVMi-17       | 63                 | 40 tra Mi-8T, Mi-8TB e Mi-8TKV consegnati. 16 Mi-17 consegnati. Un Mi-17 è stato perso in un incidente l'11 aprile 2024. |          |
| Mil Mi-24 Hind                  | Russia    | elicottero d'attacco                                  | Mi-24D                          | 4                  | 12 Mi-24D consegnati. |          |

## Aeromobili ritirati
- Kamov Ka-28 Helix - 2 esemplari (?-2000)[8]
- Mil Mi-14 Haze - 4 esemplari (?-2000)[8]
- Mikoyan-Gurevich MiG-19
- Mikoyan-Gurevich MiG-17
- Mikoyan-Gurevich MiG-15
- North American P-51 Mustang
- North American B-25 Mitchell
- Hawker Sea Fury
- Douglas A-26B Invader

## Organizzazione
La Fuerza Aérea Revolucionaria si divide in tre comandi territoriali conosciute come "zone aeree", in ciascuna di esse sono presenti una brigata con vari reggimenti e squadriglie independienti. Ogni reggimiento dispone di 30 aerei, le squadriglie possono variare di numero ma normalmente dispongono 12-14 aeroplani. Dei 230 aerei da guerra disponibili, a causa della mancanza di pezzi di ricambio ne risultano operativi circa 130. In totale ci sono 9 Reggimienti di velivoli da combattimento composti da MiG-21, MiG-23, MiG-29 (6 da caccia e 3 cacciabombardieri), 3 da trasporto e 3 di elicotteri. 4 Squadriglie nella Scuola aeronautica. Le truppe della Defensa Antiaérea sono composte da 4 Brigate di missili antiaerei con 28 Bataglioni.

### Zona Aérea Occidental. 2° Brigada de la Guardia "Playa Girón"
21° Regimiento de Caza, San Antonio (intercettazione e appoggio aereo)
- 211° Escuadrón de Caza, 15 MiG-21bis/UM
- 212° Escuadrón de Caza, 15 MiG-21bis/UM

22° Regimiento de Caza, Baracoa (intercettazione e appoggio aereo)
- 221° Escuadrón de Caza, 15 MiG-21bis/UM
- 222° Escuadrón de Caza, 15 MiG-21bis/UM
- 223° Escuadrón de Caza, 21 MiG-23MF e 1 MiG-23UB)

23° Regimiento de Caza, San Antonio y San Julian (intercettazione e appoggio aereo)
- 231° Escuadrón de Caza de San Antonio de los Baños, 12 MiG-29 y 2 MiG-20UB
- 232° Escuadrón de Caza de San Julian, 14 MiG-23ML e 1 MiG-23UB

24° Regimiento de Apoyo Táctico, Güines (cacciabombardieri)
- 241° Escuadrón de Caza, 13 MiG-23BN y 1 MiG-23UB

26º Regimiento de Helicópteros, Ciudad Libertad
- 261º Escuadrón de Helicópteros de Propósitos Generales, Mi-8, Mi-2
- 262º Escuadrón de Helicópteros de Propósitos Generales, Mi-8, Mi-2

25º Regimiento de Transporte, San Antonio y José Martí
- 251º Escuadrón de Transporte, Aeropuerto Jose Martí, 2 Il-76, 2 An-32, 2 An-30, An-24, An-2
- 252º Escuadrón de Transporte, San Antonio de los Baños, 2 Yak-40, An-2, An-26

Escuela de Aviación Militar "Comandante Che Guevara", de San Julian
Cuatro Escuadrones de aviones de entrenamiento, 20 Z-326, 25 L-39C

### Zona Aérea Central. 1° Brigada de la Guardia "Batalla de Santa Clara"
11° Regimiento de Caza, Santa Clara (intercettazione e appoggio aereo)
- 111° Escuadrón de Caza, 15 MiG-21bis/UM
- 112° Escuadrón de Caza, 15 MiG-21bis/UM

12° Regimiento de Caza, Sancti Spíritus (intercettazione e appoggio aereo)
- 121° Escuadrón de Caza, 15 MiG-21MF/UM
- 122° Escuadrón de Caza, 15 MiG-21MF/UM

14° Regimiento de Apoyo Táctico, Santa Clara (cacciabombardieri)
- 141° Escuadrón de Caza, 13 MiG-23BN e 1 MiG-23UB

16º Regimiento de Helicópteros, Cienfuegos
- 162º Escuadrón de Helicópteros, Mi-17
- 163º Escuadrón de Helicópteros, Mi-8

Marina de Guerra Revolucionaria, Cienfuegos
- 161º Escuadrón de Helicópteros de Guerra Anti-Submarina, Mi-14PL

15º Regimiento de Transporte, Cienfuegos
- 151º Escuadrón de Transporte, An-2, An-26

### Zona Aérea Oriental. 3ª Brigada de la Guardia "Cuartel Moncada"
31° Regimiento de Caza, Camagüey (intercettazione e appoggio aereo)
- 311° Escuadrón de Caza, 15 MiG-21MF/UM
- 312° Escuadrón de Caza, 15 MiG-21MF/UM

34° Regimiento de Apoyo Táctico, Holguín (cacciabombardieri)
- 341° Escuadrón de Caza, 13 MiG-23BN e 1 MiG-23UB

36º Regimiento de Helicópteros, Santiago de Cuba
- 361º Escuadrón de Helicópteros de Combate, 12 Mi-24D
- 362º Escuadrón de Helicópteros, Mi-8
- 363º Escuadrón de Helicópteros, Mi-8

35º Regimiento de Transporte, Santiago de Cuba
- 351º Escuadrón de Transporte